# Michaił Nikitin
Michaił Wiktorowicz Nikitin (ros. Михаил Викторович Никитин, ur. 1899 w Fastowie, zm. w lutym 1974 w Moskwie) – radziecki wojskowy (major) i funkcjonariusz służb specjalnych.

## Życiorys
Po ukończeniu trzech klas szkoły żydowskiej pracował jako kurier i ślusarz w Mikołajowie, w latach 1918–1919 członek Komsomołu, a od marca 1919 RKP(b)/WKP(b). Od lutego 1919 żołnierz Armii Czerwonej, politruk, od stycznia do kwietnia 1921 instruktor rejonowego komitetu KP(b)U w Mikołajowie, 1921–1922 sekretarz komórki RKP(b) kursów piechoty Armii Czerwonej w Mikołajowie, od marca do listopada 1922 wykładowca na kursach piechoty Armii Czerwonej w Teodozji, następnie w Sewastopolu, od stycznia do maja 1923 szef sekcji szkoleniowej kursów Armii Czerwonej w Symferopolu, w lipcu-sierpniu 1923 wykładowca w szkole artylerii Armii Czerwonej w Kijowie, od sierpnia 1923 do listopada 1924 kierownik Wydziału Agitacyjno-Propagandowego Rejonowego Komitetu KP(b)U w Kijowie, 1927 ukończył eksternistycznie Instytut Gospodarki Narodowej w Kijowie, został pracownikiem katedry marksizmu-leninizmu Wszechukraińskiej Akademii Nauk. Od maja 1930 do grudnia 1931 zastępca dyrektora Instytutu Naukowo-Badawczego Energetyki Przemysłowej w Kijowie ds. politycznych, a od grudnia 1931 do lutego 1932 ds. naukowych, później funkcjonariusz partyjny w Kijowie. Od listopada 1934 do lipca 1937 sekretarz komitetu partyjnego Budowy Kanału Moskwa-Wołga NKWD, od 1 sierpnia 1937 do września 1938 szef Głównego Zarządu Państwowej Fotografii i Kartografii NKWD ZSRR, od września 1938 do kwietnia 1939 szef Głównego Zarządu Państwowej Fotografii i Kartografii przy Radzie Komisarzy Ludowych ZSRR, później pracował w Ludowym Komisariacie przemysłu Naftowego ZSRR i był zarządcą trustu gazowego w Moskwie. Od lipca 1941 ponownie w Armii Czerwonej, od sierpnia 1944 do kwietnia 1946 szef Wydziału Politycznego 71 Zmotoryzowanej Brygady Inżynieryjnej 3 Gwardyjskiej Armii Pancernej. Od grudnia 1947 do czerwca 1953 funkcjonariusz MWD ZSRR.

## Odznaczenia
- Order Czerwonego Sztandaru
- Order Wojny Ojczyźnianej I klasy
- Order Czerwonego Sztandaru Pracy
- Order Czerwonej Gwiazdy
- Order „Znak Honoru”

I 11 medali.